# Sex Toy (album)
Pour les articles homonymes, voir Sextoy (homonymie).
Albums de Édouard Bineau
Wared Quartet
(2010)
Sey Toy est le cinquième album du pianiste français Édouard Bineau en formation avec le groupe Wared, enregistré et produit en 2011, il est sorti le 24 février 2012.

## Liste des titres
| No  | Titre                 | Musique                | Durée |
| --- | --------------------- | ---------------------- | ----- |
| 1.  | X 1938                | Édouard Bineau         | 0:39  |
| 2.  | Sex Toy               | Édouard Bineau         | 6:23  |
| 3.  | Lorelei Sebasto Cha   | Hubert-Félix Thiéfaine | 04:56 |
| 4.  | Chat mineur           | Édouard Bineau         | 4:10  |
| 5.  | Carousel              | Édouard Bineau         | 6:57  |
| 6.  | New Ed                | Gildas Boclé           | 2:53  |
| 7.  | Mourir pour des idées | Georges Brassens       | 4:26  |
| 8.  | No Way Back           | Édouard Bineau         | 5:51  |
| 9.  | Homo érectus          | Édouard Bineau         | 3:47  |
| 10. | Frédérique            | Édouard Bineau         | 6:25  |
| 11. | Centrifugation        | Daniel Erdmann         | 4:39  |
| 12. | X 2011                | Édouard Bineau         | 1:04  |
| 13. | Fazzer                | Édouard Bineau         | 3:55  |

## Musiciens
- Édouard Bineau : piano/composition
- Daniel Erdmann : saxophones ténor et soprano
- Gildas Boclé : contrebasse
- Arnaud Lechantre : batterie
- Sébastien Texier : saxophone alto